# Czorna
Czorna (ukr. Чорна, ros. Чёрная, krymskotat. Çorğun) – rzeka na Ukrainie, w Republice Autonomicznej Krymu. Znajduje się w południowej części półwyspu Krymskiego. Jej początek znajduje się w południowej części Gór Krymskich, uchodzi do Zatoki Sewastopolskiej (Morze Czarne) w okolicach miasta Sewastopol. Jej długość wynosi 41 km.